# 200 mètres masculin aux Jeux olympiques d'été de 2008 (athlétisme)
Navigation
Athènes 2004 Londres 2012
L'épreuve du 200 mètres masculin aux Jeux olympiques d'été de 2008 a eu lieu le 18, pour les séries et les quarts de finale, le 19 pour les demi-finales et le 20 pour la finale, dans le Stade national de Pékin. 
Chaque comité olympique national pouvait inscrire trois athlètes ayant satisfaits à la limite A (20 s 59) durant la période de qualification (1er janvier au 23 juillet). Les comités nationaux pouvaient sinon inscrire un athlète ayant couru en dessous de la limite B (20 s 75) durant cette même période.

## Records
Avant cette compétition, les records dans cette discipline étaient les suivants :
| Record du monde  | 19 s 32 | Michael Johnson | États-Unis | 1er août 1996 | Atlanta |
| Record olympique | 19 s 32 | Michael Johnson | États-Unis | 1er août 1996 | Atlanta |

Lors de la finale du 200 m le 20 août 2008, Usain Bolt (déjà vainqueur et nouveau recordman du 100 m) bat le record du monde de deux centièmes, désormais établi à 19 s 30.

## Médaillés
| Or         | Argent         | Bronze     |
| Usain Bolt | Shawn Crawford | Walter Dix |

## Résultats

### Finale (20 août)
| Rang | Pays                       | Athlète           | Temps        |
| ---- | -------------------------- | ----------------- | ------------ |
| 1    | Jamaïque                   | Usain Bolt        | 19 s 30 (RM) |
| 2    | États-Unis                 | Shawn Crawford    | 19 s 96      |
| 3    | États-Unis                 | Walter Dix        | 19 s 98      |
| 4    | Zimbabwe                   | Brian Dzingai     | 20 s 22      |
| 5    | Royaume-Uni                | Christian Malcolm | 20 s 40      |
| 6    | Saint-Christophe-et-Niévès | Kim Collins       | 20 s 59      |
|      | Antilles néerlandaises     | Churandy Martina  | disqualifié  |
|      | États-Unis                 | Wallace Spearmon  | disqualifié  |

### Demi-finales (19 août)
Il y a eu deux demi-finales. Les quatre premiers de chaque course se sont qualifiés pour la finale.
Facile qualification d'Usain Bolt qui se permet de toiser Shawn Crawford dans la ligne droite avant de le passer sur la fin de la course.
| Rang | Pays                   | Athlète              | Temps          |
| ---- | ---------------------- | -------------------- | -------------- |
| 1    | Antilles néerlandaises | Churandy Martina     | 20 s 11 Q (RN) |
| 2    | Zimbabwe               | Brian Dzingai        | 20 s 17 Q (SB) |
| 3    | États-Unis             | Walter Dix           | 20 s 19 Q      |
| 4    | Royaume-Uni            | Christian Malcolm    | 20 s 25 Q (SB) |
| 5    | Irlande                | Paul Hession         | 20 s 38        |
| 6    | Jamaïque               | Christopher Williams | 20 s 45        |
| 7    | Canada                 | Jared Connaughton    | 20 s 58        |
| 8    | Belgique               | Kristof Beyens       | 20 s 69        |

| Rang | Pays                       | Athlète             | Temps          |
| ---- | -------------------------- | ------------------- | -------------- |
| 1    | Jamaïque                   | Usain Bolt          | 20 s 09 Q      |
| 2    | États-Unis                 | Shawn Crawford      | 20 s 12 Q      |
| 3    | États-Unis                 | Wallace Spearmon    | 20 s 14 Q      |
| 4    | Saint-Christophe-et-Niévès | Kim Collins         | 20 s 25 Q (SB) |
| 5    | Antigua-et-Barbuda         | Brendan Christian   | 20 s 29        |
| 6    | Maurice                    | Stéphane Buckland   | 20 s 48        |
| 7    | Royaume-Uni                | Marlon Devonish     | 20 s 57        |
| 8    | Norvège                    | Jaysuma Saidy Ndure | non-partant    |

### Quarts de finale (18 août)
Il y a eu quatre quarts de finale. Les trois premiers de chaque course ainsi que les quatre meilleurs temps ont été qualifiés pour les demi-finales.
| Rang | Pays                       | Athlète                   | Temps          |
| ---- | -------------------------- | ------------------------- | -------------- |
| 1    | Jamaïque                   | Usain Bolt                | 20 s 29 Q      |
| 2    | États-Unis                 | Shawn Crawford            | 20 s 42 Q      |
| 3    | Saint-Christophe-et-Niévès | Kim Collins               | 20 s 43 Q (SB) |
| 4    | Royaume-Uni                | Marlon Devonish           | 20 s 43 q (SB) |
| 5    | Canada                     | Jared Connaughton         | 20 s 45 q      |
| 6    | Égypte                     | Amr Ibrahim Mostafa Seoud | 20 s 55 (RN)   |
| 7    | Honduras                   | Rolando Palacios          | 20 s 87        |
| 8    | Espagne                    | Ángel David Rodríguez     | 20 s 96        |

| Rang | Pays        | Athlète              | Temps          |
| ---- | ----------- | -------------------- | -------------- |
| 1    | Zimbabwe    | Brian Dzingai        | 20 s 23 Q      |
| 2    | États-Unis  | Walter Dix           | 20 s 27 Q      |
| 3    | Jamaïque    | Christopher Williams | 20 s 28 Q      |
| 4    | Royaume-Uni | Christian Malcolm    | 20 s 30 q (SB) |
| 5    | Maurice     | Stéphane Buckland    | 20 s 37 q (SB) |
| 6    | Russie      | Roman Smirnov        | 20 s 62        |
| 7    | Japon       | Shinji Takahira      | 20 s 63        |
| 8    | Slovénie    | Matic Osovnikar      | 20 s 95        |

| Rang | Pays                   | Athlète            | Temps        |
| ---- | ---------------------- | ------------------ | ------------ |
| 1    | Antigua-et-Barbuda     | Brendan Christian  | 20 s 26 Q    |
| 2    | Antilles néerlandaises | Churandy Martina   | 20 s 42 Q    |
| 3    | Belgique               | Kristof Beyens     | 20 s 50 Q    |
| 4    | Pologne                | Marcin Jedrusinski | 20 s 58 (SB) |
| 5    | Trinité-et-Tobago      | Aaron Armstrong    | 20 s 58      |
| 6    | Nigeria                | Obinna Metu        | 20 s 65      |
| 7    | Brésil                 | Sandro Viana       | 21 s 07      |
| 8    | Suisse                 | Marc Schneeberger  | 21 s 48      |

| Rang | Pays              | Athlète             | Temps          |
| ---- | ----------------- | ------------------- | -------------- |
| 1    | Irlande           | Paul Hession        | 20 s 32 Q (SB) |
| 2    | États-Unis        | Wallace Spearmon    | 20 s 39 Q      |
| 3    | Norvège           | Jaysuma Saidy Ndure | 20 s 45 Q (SB) |
| 4    | Trinité-et-Tobago | Rondell Sorrillo    | 20 s 63        |
| 5    | Azerbaïdjan       | Ramil Quliyev       | 20 s 66 (RN)   |
| 6    | Finlande          | Visa Hongisto       | 20 s 76        |
| 7    | Afrique du Sud    | Thuso Mpuang        | 21 s 04        |
| 8    | Jamaïque          | Marvin Anderson     | abandon        |

### Séries (18 août)
Il y a eu huit séries. Les trois premiers de chaque course ainsi que les huit meilleurs temps ont été qualifiés pour les quarts de finale.
| Rang | Pays         | Athlète            | Temps        |
| ---- | ------------ | ------------------ | ------------ |
| 1    | États-Unis   | Shawn Crawford     | 20 s 61 Q    |
| 2    | Pologne      | Marcin Jedrusinski | 20 s 64 Q    |
| 3    | Maurice      | Stéphane Buckland  | 20 s 98 Q    |
| 4    | Tchéquie     | Jirí Vojtík        | 21 s 05      |
| 5    | Botswana     | Fanuel Kenosi      | 21 s 09      |
| 6    | Guyana       | Adam Harris        | 21 s 36      |
| 7    | Jordanie     | Khalil Al-Hanahneh | 21 s 55 (SB) |
| 8    | Sierra Leone | Solomon Bayoh      | 22 s 16      |
|      | Portugal     | Francis Obikwelu   | non-partant  |

| Rang | Pays           | Athlète                   | Temps     |
| ---- | -------------- | ------------------------- | --------- |
| 1    | Zimbabwe       | Brian Dzingai             | 20 s 25 Q |
| 2    | Royaume-Uni    | Christian Malcolm         | 20 s 42 Q |
| 3    | Jamaïque       | Christopher Williams      | 20 s 53 Q |
| 4    | Japon          | Shinji Takahira           | 20 s 58 q |
| 5    | Égypte         | Amr Ibrahim Mostafa Seoud | 20 s 75 q |
| 6    | Afrique du Sud | Thuso Mpuang              | 20 s 87   |
| 7    | Colombie       | Daniel Grueso             | 21 s 15   |
| 8    | Portugal       | Arnaldo Abrantes          | 21 s 46   |

| Rang | Pays                       | Athlète           | Temps          |
| ---- | -------------------------- | ----------------- | -------------- |
| 1    | Royaume-Uni                | Marlon Devonish   | 20 s 49 Q (SB) |
| 2    | Saint-Christophe-et-Niévès | Kim Collins       | 20 s 55 Q      |
| 3    | Jamaïque                   | Marvin Anderson   | 20 s 85 Q      |
| 4    | Slovénie                   | Matic Osovnikar   | 20 s 89 q (SB) |
| 5    | Dominique                  | Chris Lloyd       | 20 s 90        |
| 6    | Uruguay                    | Heber Viera       | 20 s 93        |
| 7    | Chili                      | Cristián Reyes    | 21 s 20        |
| 8    | Équateur                   | Franklin Nazareno | 21 s 26        |

| Rang | Pays       | Athlète               | Temps     |
| ---- | ---------- | --------------------- | --------- |
| 1    | Russie     | Roman Smirnov         | 20 s 76 Q |
| 2    | États-Unis | Walter Dix            | 20 s 77 Q |
| 3    | Honduras   | Rolando Palacios      | 20 s 81 Q |
| 4    | Espagne    | Ángel David Rodríguez | 20 s 87 q |
| 5    | Brésil     | Bruno de Barros       | 21 s 15   |
| 6    | Bulgarie   | Desislav Gunev        | 21 s 55   |
| 7    | Kazakhstan | Vyacheslav Muravyev   | 21 s 68   |
| 8    | Malte      | Nikolai Portelli      | 22 s 31   |

| Rang | Pays              | Athlète             | Temps        |
| ---- | ----------------- | ------------------- | ------------ |
| 1    | Trinité-et-Tobago | Rondell Sorrillo    | 20 s 58 Q    |
| 2    | Jamaïque          | Usain Bolt          | 20 s 64 Q    |
| 3    | Belgique          | Kristof Beyens      | 20 s 69 Q    |
| 4    | Suisse            | Marc Schneeberger   | 20 s 86 q    |
| 5    | Venezuela         | José Acevedo        | 21 s 06      |
| 6    | Ukraine           | Ihor Bodrov         | 21 s 38      |
| 7    | Liban             | Mohamad Tamim       | 21 s 80 (PB) |
| 8    | Ouzbékistan       | Oleg Juravlev       | 22 s 31      |
| 9    | Nicaragua         | Juan Miguel Zeledón | 23 s 39      |

| Rang | Pays       | Athlète             | Temps          |
| ---- | ---------- | ------------------- | -------------- |
| 1    | États-Unis | Wallace Spearmon    | 20 s 46 Q      |
| 2    | Norvège    | Jaysuma Saidy Ndure | 20 s 54 Q (SB) |
| 3    | Irlande    | Paul Hession        | 20 s 59 Q      |
| 4    | Ghana      | Seth Amoo           | 20 s 91        |
| 5    | Lettonie   | Ronalds Arajs       | 21 s 22        |
| 6    | Belize     | Jayson Jones        | 21 s 54        |
| 7    | Guinée     | Nabie Foday Fofana  | 21 s 68        |

| Rang | Pays                   | Athlète                   | Temps          |
| ---- | ---------------------- | ------------------------- | -------------- |
| 1    | Nigeria                | Obinna Metu               | 20 s 62 Q      |
| 2    | Azerbaïdjan            | Ramil Quliyev             | 20 s 78 Q (SB) |
| 3    | Antilles néerlandaises | Churandy Martina          | 20 s 78 Q      |
| 4    | Brésil                 | Sandro Viana              | 20 s 84 q      |
| 5    | Bahamas                | Jamial Rolle              | 20 s 93        |
| 6    | Japon                  | Shingo Suetsugu           | 20 s 93        |
| 7    | Émirats arabes unis    | Omar Jouma Bilal Al-Salfa | 21 s 00 (SB)   |
| 8    | Royaume-Uni            | Alexander Nelson          | DNS            |

| Rang | Pays               | Athlète           | Temps        |
| ---- | ------------------ | ----------------- | ------------ |
| 1    | Trinité-et-Tobago  | Aaron Armstrong   | 20 s 57 Q    |
| 2    | Antigua-et-Barbuda | Brendan Christian | 20 s 58 Q    |
| 3    | Canada             | Jared Connaughton | 20 s 60 Q    |
| 4    | Finlande           | Visa Hongisto     | 20 s 62 q    |
| 5    | Suisse             | Marco Cribari     | 20 s 98      |
| 6    | Nouvelle-Zélande   | James Dolphin     | 20 s 98      |
| 7    | Chine              | Zhang Peimeng     | 21 s 06 (SB) |
|      | Qatar              | Samuel Francis    | non-partant  |